# Тираноборці (скульптурна група)
«Тираноборці» (дав.-гр. Τυραννοκτόνοι дав.-гр. Τυραννοκτόνοι) — бронзова давньогрецька скульптурна група. У стародавньому світі була добре відома у двох основних версіях, але збереглася лише у римських мармурових копіях.
Скульптурна група присвячена давньогрецьким афінським громадянам — Гармодію та Аристогітону, що вчинили в 514 році до н. е. замах на братів-тиранів Гіппія та Гіппарха, внаслідок чого вони вбили останнього й загинули самі. Після повалення тиранії та встановлення в Афінах першої у світі демократії Гармодій та Арістогітон стали символічними фігурами боротьби проти тиранії.
Перша версія пам'ятника, виконана скульптором Антенором і зведена в Афінській агорі, була вкрадена персами, коли вони окупували Афіни в 480 до н. е. під час греко-перських воєн, та відвезена до Суз. На думку сучасних істориків, скульптурну групу повернули до Афін, але згодом вона була втрачена.
Щоб замінити вкрадену першу версію, афіняни доручили Критію та Несіоту створити нову статую, яка й була встановлена на рубежі 477—476 років до н. е. Скульптурна група стояла в Агорі ще в II столітті нашої ери, але вона також була втрачена. На відміну від роботи Антенора, друга версія була скопійована і розтиражована ще в часи еллінізму і в римські часи. 
Найвідоміша мармурова копія часів Адріана знаходилася в колекції Фарнезе; нині її можна побачити у Національному археологічному музеї Неаполя. У місті Байї були виявлені гіпсові фрагменти зліпків, виготовлених з оригінальної бронзової групи.